# カイル・タイラー
カイル・ウェード・タイラー（Kyle Wade Tyler, 1996年12月27日 - ）はアメリカ合衆国オクラホマ州オクラホマシティ出身のプロ野球選手（投手）。MLBのシカゴ・ホワイトソックス傘下所属。右投右打。

## 経歴

### プロ入りとエンゼルス時代
2018年のMLBドラフト20巡目（全体601位）でロサンゼルス・エンゼルスから指名を受け、プロ入り。傘下のパイオニアリーグ所属チームであるオレム・オウルズでプレーした。24.2回を投げて、防御率5.11、22奪三振を記録した。
2019年はA級バーリントン・ビーズとA+級インランド・エンパイア66ersでプレーした。2チームを通して、121.2回を投げて、防御率2.59、106奪三振を記録した。
2020年はCOVID-19の感染拡大の影響で、マイナーリーグは開催されなかった。
2021年8月28日にメジャー契約を結んだ。9月5日のテキサス・レンジャーズ戦でメジャーデビューし、3回を投げて無失点だった。
2022年3月19日にウェイバー公示を経てボストン・レッドソックスに移籍した。2日後にDFAとなり、3月26日にウェイバー公示を経てサンディエゴ・パドレスに移籍した。しかし、4月7日にDFAとなり、翌日にウェイバー公示を経てロサンゼルス・エンゼルスに移籍した。しかし、4月10日にまたもDFAとなった。

### パドレス時代
2022年4月12日にウェイバー公示を経てサンディエゴ・パドレスに移籍。6月12日にメジャー契約を結んだ。6月14日のシカゴ・カブス戦で2回を投げて被安打1・無失点の内容でプロ初勝利を挙げた。しかし、7月3日に40人枠を外れ、ウェイバー公示期間が終わったのちに、FAを選択した。

### ジャイアンツ傘下時代
2022年7月16日にサンフランシスコ・ジャイアンツとマイナー契約を結んだ。

### マリナーズ傘下時代
2023年2月1日にシアトル・マリナーズとマイナー契約を結んだ。AA級アーカンソー・トラベラーズでプレーし、27登板で135回を投げて、防御率5.60、138奪三振を記録した。オフにFAとなった。

### マーリンズ時代
2023年11月30日にマイアミ・マーリンズとマイナー契約を結んだ。2024年4月20日にA.J.パックの離脱に伴ってメジャー昇格。しかし、4月27日にケント・エマニュエルの昇格に伴って40人枠を外れ、AAA級ジャクソンビル・ジャンボシュリンプに移籍した。6月23日に再昇格を果たすも、8月9日に40人枠を外れてDFAとなった。

### フィリーズ傘下時代
2024年8月11日にウェイバー公示を経てフィラデルフィア・フィリーズに移籍した。この年フィリーズでは、一度もメジャーに昇格することなくシーズン終了となった。オフの10月10日に40人枠入りした。同年メジャーでは、プロ初先発を含む8試合に登板するも、1勝も挙げられなかった。
2025年は開幕からアクティブ・ロースター入りはできず、AAA級リーハイバレー・アイアンピッグスに配属された。6月8日にライアン・キューシックを獲得したことに伴い、DFAとなった。

### オリオールズ時代
2025年6月15日にウェイバー公示を経て、ボルチモア・オリオールズに移籍した。移籍後は、そのままマイナー・オプションでAAA級ノーフォーク・タイズに配属されたが、メジャーに昇格する機会が無いまま6月28日にエマヌエル・リベラの昇格に伴って、DFAとなった。6月30日にマイナー契約としてAAA級ノーフォークに配属されたが、マイナー契約を拒否しFAとなった。

### ホワイトソックス傘下時代
2025年7月7日にシカゴ・ホワイトソックスとマイナー契約を結び、同日中にA-級アリゾナ・コンプレックスリーグ・ホワイトソックスに配属された。

## 詳細情報

### 年度別投手成績
| 年 度    | 球 団    | 登 板 | 先 発 | 完 投 | 完 封 | 無 四 球 | 勝 利 | 敗 戦 | セ 丨 ブ | ホ 丨 ル ド | 勝 率 | 打 者 | 投 球 回 | 被 安 打 | 被 本 塁 打 | 与 四 球 | 敬 遠 | 与 死 球 | 奪 三 振 | 暴 投 | ボ 丨 ク | 失 点 | 自 責 点 | 防 御 率 | W H I P |
| -------- | -------- | ----- | ----- | ----- | ----- | -------- | ----- | ----- | -------- | ----------- | ----- | ----- | -------- | -------- | ----------- | -------- | ----- | -------- | -------- | ----- | -------- | ----- | -------- | -------- | ------- |
| 2021     | LAA      | 5     | 0     | 0     | 0     | 0        | 0     | 0     | 0        | 0           | ----  | 52    | 12.1     | 8        | 1           | 6        | 0     | 2        | 6        | 0     | 0        | 4     | 4        | 2.92     | 1.14    |
| 2022     | SD       | 2     | 0     | 0     | 0     | 0        | 1     | 0     | 0        | 0           | 1.000 | 14    | 4.0      | 2        | 0           | 1        | 0     | 0        | 2        | 0     | 0        | 0     | 0        | 0.00     | 0.75    |
| 2024     | MIA      | 8     | 7     | 0     | 0     | 0        | 0     | 2     | 0        | 0           | .000  | 142   | 31.2     | 37       | 4           | 18       | 0     | 1        | 25       | 1     | 0        | 19    | 19       | 5.40     | 1.74    |
| MLB：3年 | MLB：3年 | 15    | 7     | 0     | 0     | 0        | 1     | 2     | 0        | 0           | .333  | 408   | 48.0     | 47       | 5           | 25       | 0     | 3        | 33       | 1     | 0        | 23    | 23       | 4.31     | 1.50    |

- 2024年度シーズン終了時

### 年度別打撃成績
| 年 度    | 球 団    | 試 合 | 打 席 | 打 数 | 得 点 | 安 打 | 二 塁 打 | 三 塁 打 | 本 塁 打 | 塁 打 | 打 点 | 盗 塁 | 盗 塁 死 | 犠 打 | 犠 飛 | 四 球 | 敬 遠 | 死 球 | 三 振 | 併 殺 打 | 打 率 | 出 塁 率 | 長 打 率 | O P S |
| -------- | -------- | ----- | ----- | ----- | ----- | ----- | -------- | -------- | -------- | ----- | ----- | ----- | -------- | ----- | ----- | ----- | ----- | ----- | ----- | -------- | ----- | -------- | -------- | ----- |
| 2021     | LAA      | 5     | 0     | 0     | 0     | 0     | 0        | 0        | 0        | 0     | 0     | 0     | 0        | 0     | 0     | 0     | 0     | 0     | 0     | 0        | .000  | .000     | .000     | .000  |
| MLB：1年 | MLB：1年 | 5     | 0     | 0     | 0     | 0     | 0        | 0        | 0        | 0     | 0     | 0     | 0        | 0     | 0     | 0     | 0     | 0     | 0     | 0        | .000  | .000     | .000     | .000  |

- 2024年度シーズン終了時